# Trava
Trava (Tràve in friulano) è una frazione del comune italiano di Lauco, in Friuli-Venezia Giulia . Situata a 695 metri sul livello del mare, conta 89 residenti. Il paese è conosciuto principalmente per le sue fontane e per la Madonna di Trava.

## Geografia fisica
Il paese sorge lungo la Val Degano a 695 metri sul livello del mare, posto su di un altopiano dominato dal Monte Arvènis (1968 m.s.l.m). Dal paese si può osservare tutta la valle del Tagliamento ed i paesi vicini.

## Storia e monumenti
Il paese, probabilmente di origine medioevale, è sorto intorno alla chiesa di San Leonardo e al palazzo Beorchia. Il palazzo, del 1700, è stato costruito in stile signorile carnico e oggi è un riferimento storico. Oltre ad essere conosciuta per palazzo Beorchia, Trava è conosciuta anche per le sue fontane e per la Madonna di Trava. Le fontane di Trava, del 1800, sono utilizzate ancora oggi per prendere l'acqua e per lavare i panni.
La Madonna di Trava, situata a 772 metri sul livello del mare, è del 1660. Il campanile, invece, è del 1889. Questa chiesetta è famosa per il fatto che al suo interno sono avvenuti dei miracoli. In particolare vi si portavano i figli nati morti (quindi non battezzati e pertanto destinati al Limbo) nella convinzione che resuscitassero, solo per un tempo brevissimo ma sufficiente a ricevere il Battesimo.
Poco fuori dal paese, è presente la chiesa di San Michele, costruita nel 1400 con un campanile a vela.

## Popolazione
A Trava abitano complessivamente 89 persone, 44 maschi e 45 femmine, inclusi 3 cittadini stranieri, distribuiti in 50 famiglie.